# Araneibatrus gracilipes
Araneibatrus gracilipes is een keversoort uit de familie van de kortschildkevers (Staphylinidae). De wetenschappelijke naam van de soort werd voor het eerst geldig gepubliceerd in 2010 door Yin en Li.